# محمد جلجولی
محمد جلجولی با کنیهٔ ابوالعون (؟ - ۱۵۰۴م)(محمد بن علی بن سالم غَزّی جلجولی) صوفی قادری و شاعر عربی فلسطینی بود.
در سال ۱۴۹۲م/۸۹۷ق برای حج از زادگاهش بیرون شد. به قدس و الخلیل و مکه رفت. تا پایان عمر نیز در رمله ساکن بود.